# Vuelo 112 de Alitalia
El vuelo 112 de Alitalia fue un vuelo regular desde el aeropuerto Leonardo da Vinci, en Roma, Italia, al aeropuerto internacional de Palermo en Palermo, Italia, con ciento quince personas a bordo. El 5 de mayo de 1972, se estrelló en el Monte Longa, a unos cinco kilómetros al suroeste de Palermo mientras efectuaba la aproximación. Los investigadores creían que la visibilidad en ese momento era de 3 millas (4,8 km) y que la tripulación no se ajustó a los vectores dados por el control de tráfico aéreo. Continúa siendo el peor accidente fatal de un solo avión en Italia y el segundo peor accidente aéreo de Italia, superado por el Desastre del aeropuerto de Linate que ocurrió el 8 de octubre de 2001 ocasionando 118 víctimas mortales.
Se ha erigido un memorial en el lugar del accidente.

## El accidente

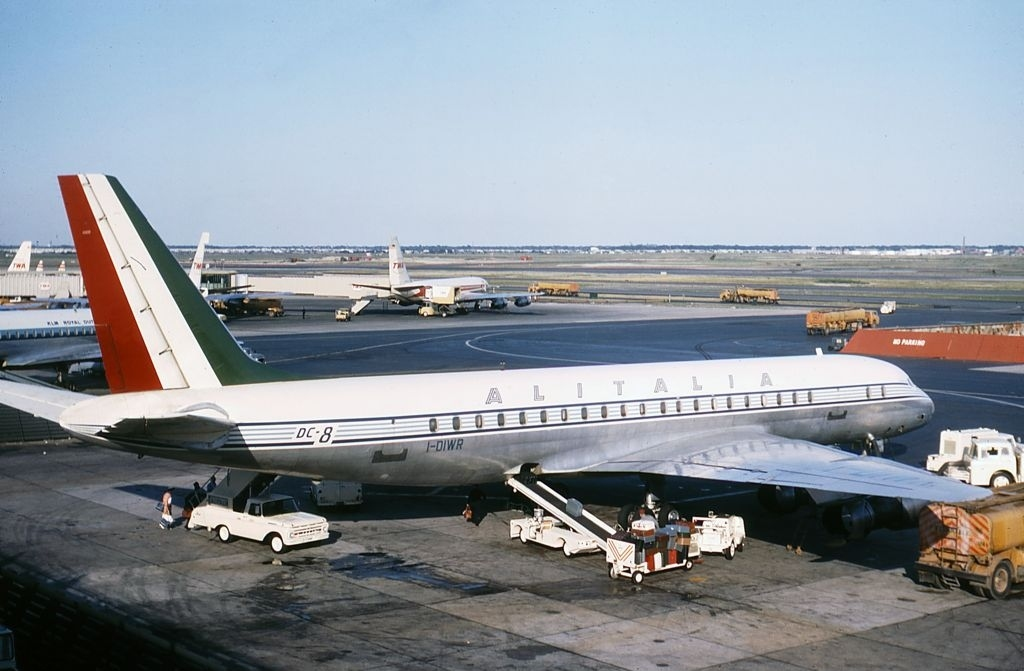
Un DC-8-43 de Alitalia, similar al accidentado.

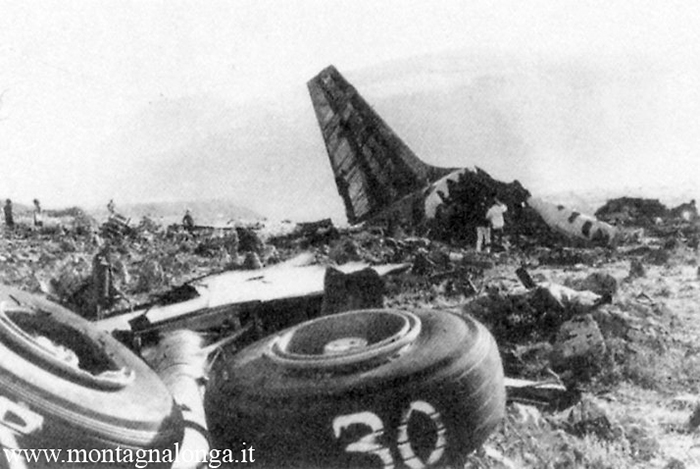
Restos del avión

El 5 de mayo de 1972, el avión I-DWIB de Alitalia (DC-8/43) inició el vuelo AZ 112 desde Roma Fiumicino a Palermo Punta Raisi, despegando treinta y seis minutos más tarde. El capitán Roberto Bartoli se encargaba de las comunicaciones, mientras el primer oficial Bruno Dini manejaba el avión. Los tiempos y ubicaciones fueron recopilados con precisión por la grabadora del control de Roma, que contaba con una grabadora temporal, mientras que la aproximación de Palermo no.
El vuelo AZ112 contactó con la aproximación de Palermo en torno a las 21:10 horas a unos 74 millas náuticas (137 km) del VOR (instalado sobre el Monte Gradara, municipio de Borgetto, con la frecuencia 112.3 MHz, unos 10 millas (16,1 km) al sur del aeropuerto de Punta Raisi).

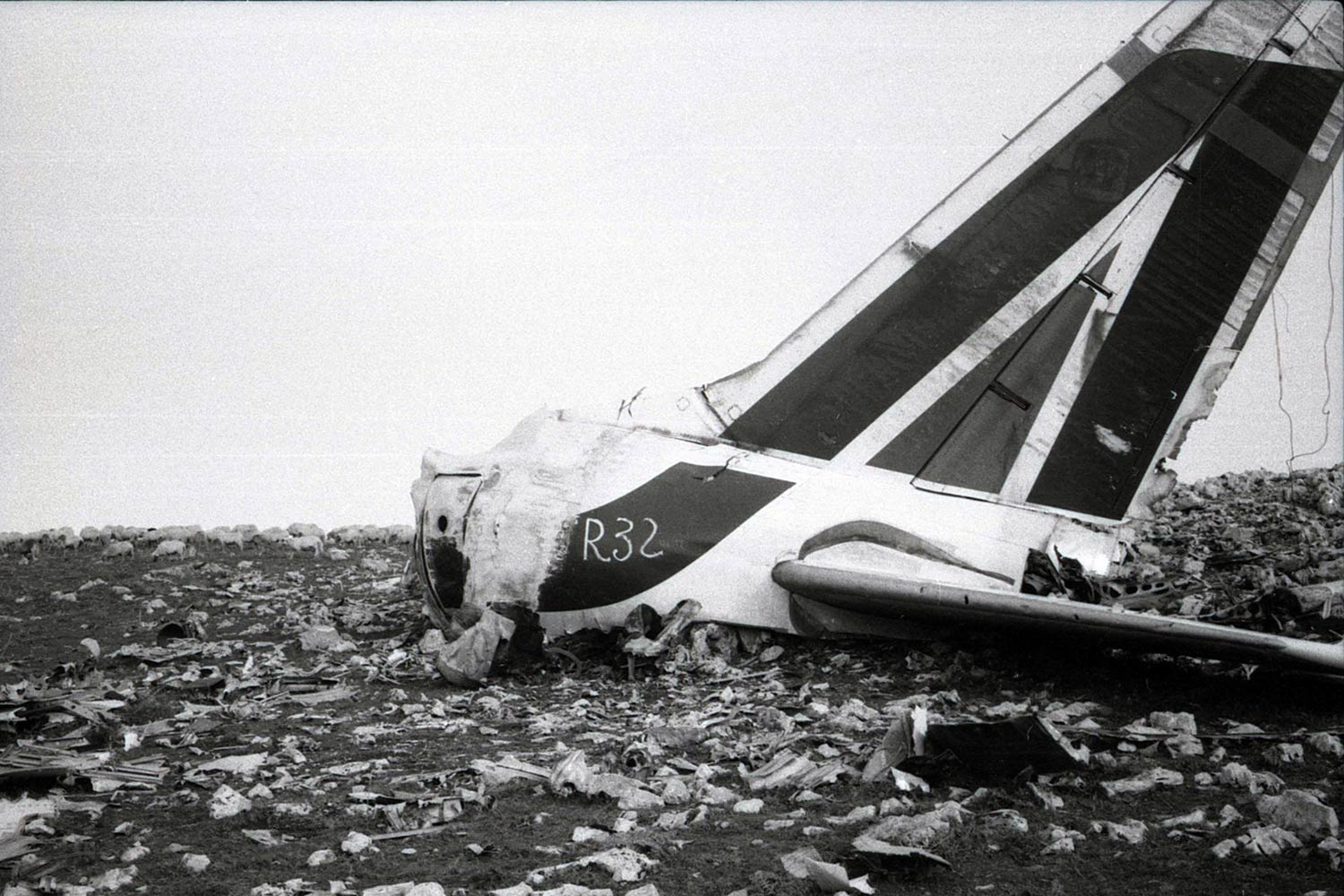
La sección de la cola

En torno a las 22:23-24 horas, el avión (procedente de Ponente-lato Terrasini) impactó contra una cresta de 935 metros (1.980 pies de altura), a unos 300 pies (91,4 m) por debajo de la cima de la montaña, y deslizó durante largo rato las alas sobre la tierra, el fuselaje y los cuatro motores, hasta que resultó desintegrado por los repetidos golpes contra las rocas. Parte de los restos y cuerpos de las víctimas rodaron ladera abajo (ladera Carini) y el fuego del motor alertó de la presencia del accidente. Los restos quedaron esparcidos en un radio de 25 millas (40,2 km), tan salvaje que los equipos de rescate tardaron tres horas en alcanzarla. Más tarde, algunos testigos en Carini dijeron haber visto el avión en llamas antes del accidente.

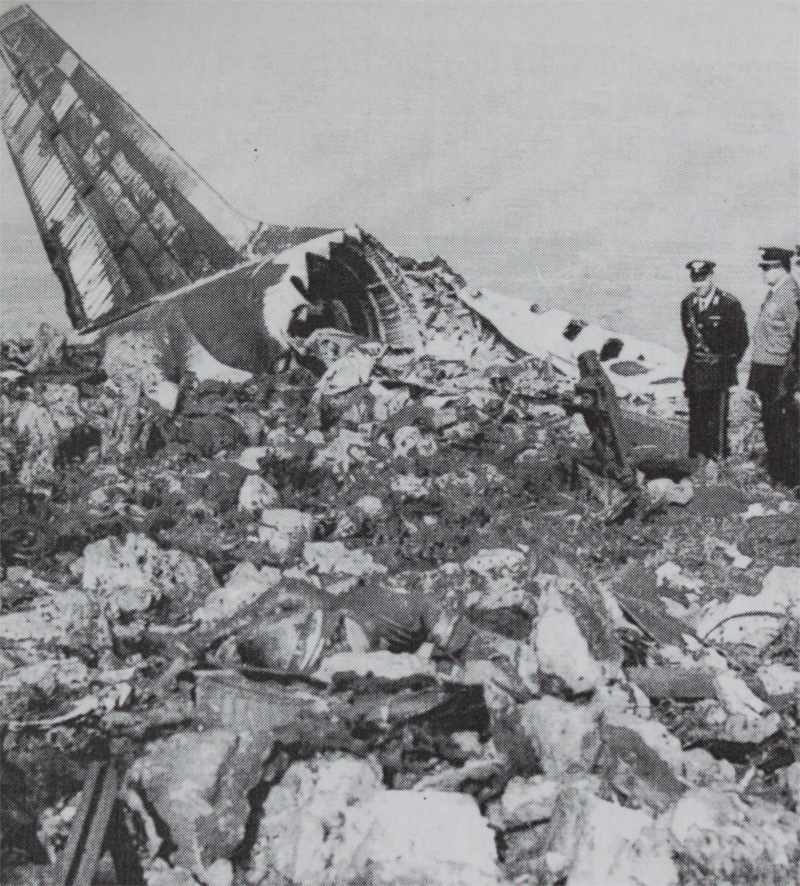
Oficiales examinando los escombros

De los 115 pasajeros, prácticamente todos italianos - el único extranjero conocido a bordo era una tripulante de cabina belga. La mayor parte de los pasajeros regresaban para tomar parte en las elecciones italianas que tendrían lugar ese fin de semana. Entre los viajeros cabe resaltar al director de cine Franco Indovina, así como a Cestmir Vycpalek, el hijo del entonces entrenador de la Juventus.
El accidente ocurrió en el vigésimo quinto aniversario de Alitalia, quien inició sus operaciones con un único avión G12 cedido por la fuerza aérea italiana.

## Tras el accidente
Las pruebas refrendaron la versión oficial de los hechos. Las pruebas culparon a los pilotos de no seguir las instrucciones de los controladores de vuelo. La razón del accidente fue declarado 'error del piloto' y vuelo controlado contra el terreno (CFIT) (describe una colisión no intencional de un avión contra tierra).
Hay otra versión oficial sustentada por algunos allegados de las víctimas. Maria Eleonora Fais, hermana de Angela Fais, quien murió en el avión, fue capaz de encontrar, tras muchos años, el informe del subinspector de policía Giuseppe Peri que dijo que el avión había explotado por una bomba. Peri acusó a personas con deudas pendientes con la Mafia y a un grupo subversivo de derechas de la responsabilidad del atentado. La ANPAC se puso del lado de los pilotos, rechazando la posibilidad de un error debido a su larga experiencia.